# Missa de l'orfenat

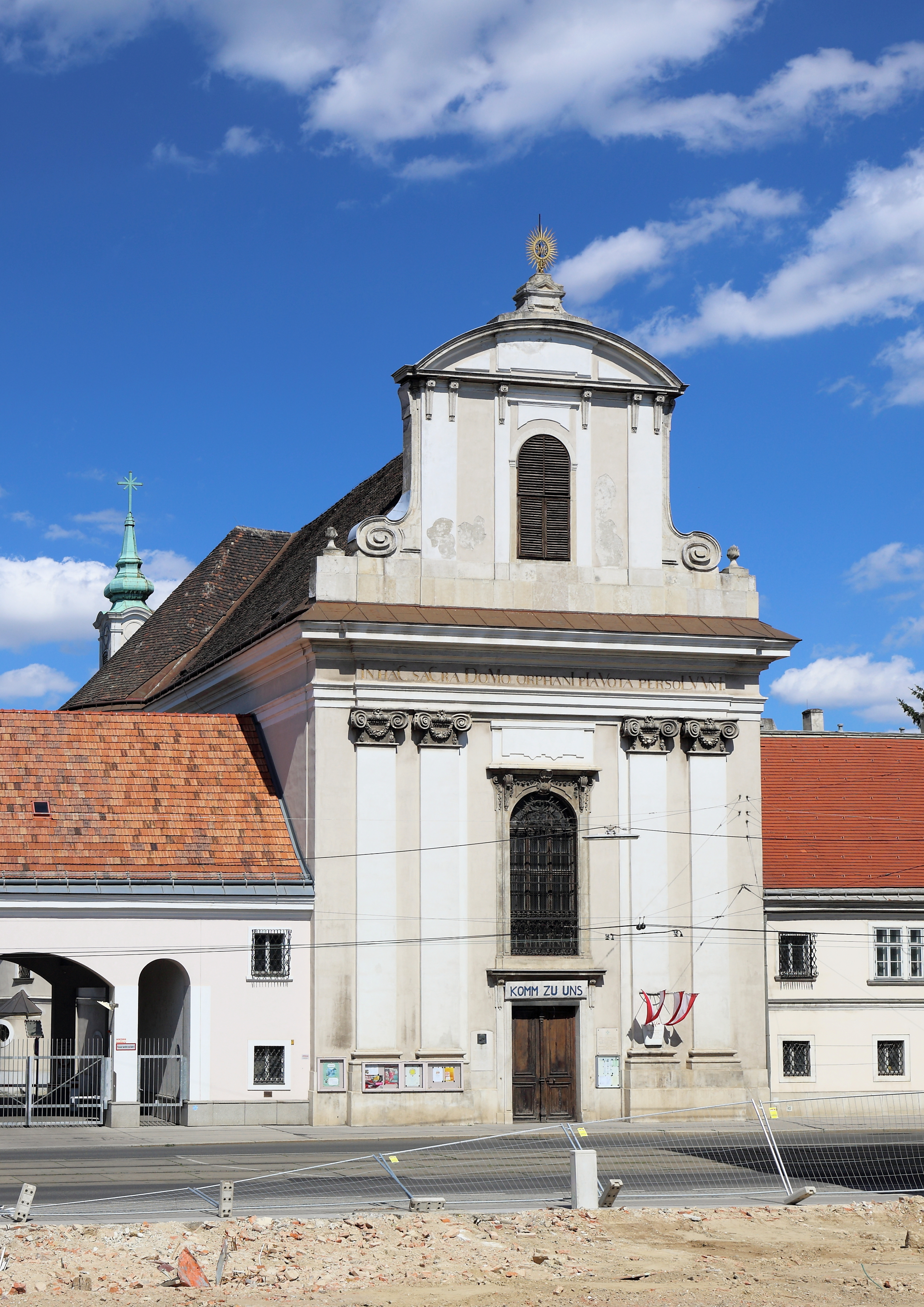
La missa fou composta per la consagració de la Waisenhauskirche (església de l'Orfenat) de Viena.

La Missa solemnis en do menor, K. 139 (47a), anomenada «Waisenhausmesse» (en català, Missa de l'orfenat) és una missa composta per Wolfgang Amadeus Mozart l'estiu de 1768 a Viena; tenia només 12 anys. La missa va ser encarregada pel sacerdot jesuïta Ignaz Parhammer, que li va demanar una missa per la consagració de la nova església de l'orfenat de Viena, la Waisenhauskirche. La comissió de l'orfenat batejà la missa amb el sobrenom de «Waisenhausmesse».
Mozart també va compondre un concert per a trompeta, d'un nivell adequat per a l'actuació d'un nen, així com un ofertori, ambdues obres es consideren perdudes. De fet, durant molts anys, a causa d'errors en la catalogació, aquesta missa també es va creure que s'havia perdut.
L'esdeveniment va tenir lloc el 7 de desembre de 1768 a la mateixa Waisenhauskirche, en presència de la cort. D'aquesta manera, als dotze anys, Mozart va dirigir un cor d'orfes en una actuació que va rebre "l'aclamació i admiració universal". Es considera que aquesta missa és l'obra més ambiciosa de Mozart fins al moment, i fou la seva primera missa solemnis i la més llarga.
La missa està composta per a quatre solistes (soprano, contralt, tenor i baix), cor (a 4 veus), violins (I i II), dues violes, dos oboès, dues trompetes, dos clarins (trompetes agudes), tres trombons (colla parte), timbales i baix continu.

## Estructura
La missa consta de sis moviments: 
1. Kyrie Adagio, do menor, 4/4
—Kyrie eleison, Christe eleison... Allegro, do major, 3/4
—Christe eleison... Andante, fa major, 2/4
—Kyrie eleison... Allegro, do major, 3/4
2. Gloria Allegro, do major, 4/4
—Laudamus te... Allegro, sol major, 3/4
—Gratias agimus tibi... Adagio, do major, 4/4
—Propter magnam gloriam tuam Vivace, do major, 4/4
—Domine deus... Andante, fa major, 2/4
—Qui tollis... Adagio, fa menor, 2/2
—Quoniam tu solus sanctus... Allegro, fa major, 3/4
—Cum sancto spiritu... Allegro, do major, 2/2
3. Credo Allegro, do major, 2/2
—Et incarnatus est... Andante, fa major, 6/8
—Crucifixus... Adagio, do menor, 4/4
—Et resurrexit... Allegro, do major, 2/2
—Et in Spiritum Sanctum... Andante, sol major, 3/4
—Et unam sanctam... Allegro, do major, 2/2
4. Sanctus Adagio, do major, 2/2
—Pleni sunt coeli et terra... Allegro, do major, 3/4
6. Agnus Dei Andante, do menor, 2/2
—Dona nobis pacem... Allegro, do major, 3/4